# Anouk Ricard
Pour les articles homonymes, voir Ricard (homonymie).
Anouk Ricard, née le 28 décembre 1970 à Istres, est une illustratrice et auteure de bande dessinée française. Elle travaille pour la presse et l'édition jeunesse, pour des expositions de peintures/dessins ainsi que des revues de microédition. Elle a résidé et travaillé à Strasbourg, puis à Lyon, avant de s'installer à Marseille. Son œuvre a été récompensée par plusieurs prix, dont le Grand prix de la ville d'Angoulême en 2025.

## Biographie
Sortie diplômée en 1995 de l'École supérieure des arts décoratifs de Strasbourg, Anouk Ricard débute comme illustratrice pour la presse jeunesse (Bayard, Milan).
Elle est remarquée par Olivier Douzou qui édite son premier livre Les Aventures de Pafy, Pouly, Catty, Blatty aux éditions du Rouergue en 1999.
En 2004, elle démarre une série de bandes dessinées jeunesse humoristique Anna et Froga. Publiée en partie dans le magazine Capsule cosmique, la série qui compte cinq tomes a été nommée à deux reprises dans la sélection officielle du festival d'Angoulême,. La série connaît un certain succès : elle est publiée dans de nombreux pays et dans plus de 10 langues dont l'allemand, l'anglais, l'espagnol, l'italien, le suédois et le chinois.
Avec Commissaire Toumi (2008), elle signe sa première BD adulte.
En 2009, pour le journal Spirou, elle entame une série de strips avec Hugo Piette intitulée Galaxie chérie : à bord de son vaisseau Modernity, le capitaine Philippe et son équipage se promènent dans l'espace tout en luttant pour préserver la paix.
En 2012, elle est lauréate du prix BD 2012 des lecteurs de Libération et du Prix de la meilleure bande dessinée francophone du Festival d'Angoulême : le choix polonais pour son ouvrage Coucous Bouzon.
Elle participe depuis mars 2013 à la revue de bande dessinée numérique Professeur Cyclope.
Pour sa série Les Experts, prépubliée dans le journal Le Monde, elle invente les personnages de Pipo et Cano qui prodiguent des conseils originaux dans toutes sortes de domaines : faire un cadeau, payer ses impôts, faire grève...
En 2023, elle obtient le Prix spécial du jury du Festival d'Angoulême, pour son album Animan.
En 2025, elle est désignée finaliste avec Catherine Meurisse et Alison Bechdel du Grand Prix du 52e Festival international de BD d’Angoulême (FIBD). Elle est couronnée par le Grand Prix le 29 janvier.

## Style
Le style graphique d'Anouk Ricard, que l'on pourrait qualifier de faussement naïf, ainsi que l'emploi de couleurs vives, peuvent laisser croire à des histoires destinées seulement aux enfants. Mais l'auteure fait preuve d'audace en jouant avec l'humour absurde, les situations extravagantes, le non-sens, la loufoquerie,.

## Publications

### Bandes dessinées
Aux Éd. 2024
- Boule de feu, avec Étienne Chaize, 02/2019, 72 p.  (ISBN 978-2-901000-05-1) ; rééd. 06/2021, 72 p.  (ISBN 978-2-901000-63-1)
- Boule de neige, avec Étienne Chaize, 11/2019  (ISBN 978-2-901000-18-1). Coffret de 15 cartes postales mettant en scène l'univers baroque et décalé de Boule de feu
- Ducky Coco, 04/2024  (ISBN 978-2-38387-084-5)

Aux Éd. L'Articho
- Anouk_Ricard.jpg, 11/2019, 120 p.  (ISBN 978-2-490015-05-4)

Aux Éd. Casterman
- Les Experts : en tout : le guide du savoir universel, co-éd. Casterman/Arte, coll. « Professeur Cyclope », 2015, 115 p.  (ISBN 978-2-203-09176-4)
- Les Experts (tome 2) : le nouveau guide du savoir universel, co-éd. Casterman/Arte, coll. « Professeur Cyclope », 2018, 125 p.  (ISBN 978-2-203-16207-5)

Aux Éd. Cornélius
- Faits divers :
  - vol. 1, coll. « Delphine », 2012, 64 p.  (ISBN 978-2-36081041-3)
  - vol. 2, coll. « Delphine », 2017, 64 p.  (ISBN 978-2-36081-145-8)

Aux Éd. Exemplaire
- Animan, 09/2022, 80 p.  (ISBN 978-2-492926-07-5) — Fauve spécial du jury lors du Festival d'Angoulême 2023[8]

Aux Éd. Gallimard
- Patti et les fourmis, 2010, 48 p.  (ISBN 978-2-07-062801-8)
- Coucous Bouzon, coll. « Bayou »2011, 96 p.  (ISBN 978-2-07-063996-0)

Aux Éd. Les Requins Marteaux
- Planplan culcul, coll. « BD Cul » no 8, 10/2013, 144 p.  (ISBN 978-2-84961-148-7) ; réimpr. 02/2014 (couv. différente)

Aux Éd. Sarbacane
- Anna et Froga :
  - tome 1, Tu veux un chwingue ?, octobre 2007, 44 p.  (ISBN 978-2-84865-182-8)
  - tome 2, Qu'est-ce qu'on fait maintenant ?, mai 2008, 48 p.  (ISBN 978-2-84865-221-4)
  - tome 3, Frissons, fraises et chips, mai 2009, 48 p.  (ISBN 978-2-84865-291-7)
  - tome 4, Top niveau, 2010, 48 p.  (ISBN 978-2-84865-401-0)
  - tome 5, En vadrouille, 2012, 48 p.  (ISBN 978-2-84865-529-1)
  - L'Intégrale !, 10/2014, 208 p.  (ISBN 978-2-84865-741-7) ; rééd. 05/2022  (ISBN 978-2-37731-989-3) ; réimpr. 03/2025  (ISBN 979-10-408-0784-1)
- Commissaire Toumi : le crime était presque pas fait, 10/2008, 75 p.  (ISBN 978-2-84865-235-1) ; rééd. 11/2019  (ISBN 978-2-37731-326-6) ; 05/2025  (ISBN 979-10-408-0819-0)

### Albums jeunesse
Aux Éd. 4048
- Trois beaux bébés, avec Céline Claire, 02/2025, 34 p.  (ISBN 978-2-38387-111-8)

Aux Éd. Albin Michel
- Les Saisons et les climats, avec Pascal Desjours, coll. « Sciences en poche », 14, 09/2001, 75 p.  (ISBN 2-226-11948-5)

Aux Éd. Agrume
- Papa ! Papa ! Papa !, texte de Julien Hirsinger & Constance Verluca, 01/2020, 32 p.  (ISBN 978-2-490975-08-2)

Aux Éd. Bayard
- Les Questions des tout-petits sur l'amitié, textes Marie-Agnès Gaudrat-Pourcel, ill. Charlotte Roederer & Anouk Ricard, 09/2008, 137 p.  (ISBN 978-2-7470-2588-1)
- Les Questions des tout-petits sur la mort, textes Marie-Agnès Gaudrat-Pourcel, ill. Dankerleroux & Anouk Ricard, 01/2010, 137 p.  (ISBN 978-2-7470-2785-4)
- Les Questions des tout-petits sur Dieu, textes Marie Aubinais, ill. Nicolas Estienne & Anouk Ricard, 09/2012, 139 p.  (ISBN 978-2-7470-3879-9)
- Les Questions des tout-petits sur l'amour, textes Marie Aubinais, ill. Amélie Dufour & Anouk Ricard, 10/2013, 139 p.  (ISBN 978-2-7470-4686-2)
- Le Papa de Paul, texte Odile Dufant, coll. « Les belles histoires des tout-petits », 01/2015, 28 p.  (ISBN 978-2-7470-5264-1)
- Les Questions des tout-petits sur les méchants, textes Marie Aubinais, Martine Laffon, ill. Elsa Fouquier & Anouk Ricard, 01/2015, 123 p.  (ISBN 978-2-7470-5113-2)
- Les Questions des petits sur les religions, textes Marie Aubinais, Martine Laffon, ill. Charlotte Des Ligneris & Anouk Ricard, 05/2016, 121 p.  (ISBN 978-2-7470-5880-3) ; réimpr. 01/2023  (ISBN 979-10-363-5276-8)
- Les Questions des petits sur les émotions, textes Marie Aubinais, ill. Raphaëlle Michaud & Anouk Ricard, 05/2018, 105 p.  (ISBN 978-2-7470-8626-4)
- Les Questions des petits sur les parents, textes Marie Aubinais, ill. Nicolas Estienne & Anouk Ricard, 05/2019, 139 p.  (ISBN 979-10-363-0533-7)
- Les Questions des petits sur Dieu, textes Marie Aubinais, ill. Nicolas Estienne & Anouk Ricard, 01/2020, 139 p.  (ISBN 979-10-363-1450-6)
- Les Questions des petits sur la guerre et les méchants, textes Marie Aubinais, ill. Elsa Fouquier & Anouk Ricard, 01/2023, 123 p.  (ISBN 979-10-363-5355-0)

Aux Éd. Casterman
- Dansons la capucine, coll. « À la queue leu leu », 2012, 24 p.  (ISBN 978-2-20304828-7), réimpr. 01/2025, 22 p.  (ISBN 978-2-203-28431-9)

Aux Éd. Épigones
- Le Zoo de Zoé, avec Elsa Devernois, coll. « Myriades. Mômes » 44, octobre 1998, 32 p.  (ISBN 2-7366-4728-9)
- En route, Zoé !, avec Elsa Devernois, coll. « Myriades. Mômes » 52, mars 1999, 32 p.  (ISBN 2-7366-4756-4)

Aux Fourmis rouges
- Princesse caca, texte de Christophe Nicolas, 04/2017, 28 p.  (ISBN 978-2-36902-077-6)
- Coco bagarre, texte de Christophe Nicolas, 04/2017, 28 p.  (ISBN 978-2-36902-076-9)
- Ouin-ouin chagrin, texte de Christophe Nicolas, 05/2018, 28 p.  (ISBN 978-2-36902-094-3)
- Mimi commande, texte de Christophe Nicolas, 05/2018, 28 p.  (ISBN 978-2-36902-093-6)

Aux Éd. Gallimard jeunesse musique
- Mikado tombe à l'eau, une histoire et une chanson de Yann Walcker, mises en musique par Babx interprétées par Camélia Jordana coll. « Le tube des tout-petits », septembre 2012, 14 p. (ISBN 978-2-07-064890-0)

Aux Éd. Milan jeunesse
- Dame Tartine, coll. « Une comptine à toucher », 2010, 14 p.  (ISBN 978-2-7459-4584-6)

Aux Éd. Nathan jeunesse
- - Charlotte la marmotte, avec Geneviève Noël, coll. « Étoile filante » 17, février 1999, 32 p.  (ISBN 2-09-250222-0)
  - Je vole comme une patate, texte de Didier Lévy, Poche coll. « Premières lectures » 138, août 2007, 29 p.  (ISBN 2-09-251406-7) ; réimpr., coll. « Lune bleue », 07/2024, 27 p.  (ISBN 978-2-09-503720-8)
  - Petite motte de terre, tu exagères !, avec Gilles Massardier, coll. « Les Grandes histoires des 5-6 ans », janvier 2003, 16 p.  (ISBN 2-09-211197-3)

Au Rouergue
- Les Aventures de Pafy, Pouly, Catty, Blatty, septembre 1999, 48 p.  (ISBN 2-84156-182-8)
- Voisin, voisine, avec José Parrondo, septembre 2000, 40 p.  (ISBN 2-84156-238-7)
- Comme un grand, novembre 2000  (ISBN 2-84156-270-0)
- Le Paradis, avec Henri Meunier, octobre 2001, 40 p.  (ISBN 2-84156-334-0)
- Album de famille, avec Henri Meunier, mars 2006, 31 p.  (ISBN 2-84156-738-9)
- Poèmes de terre, avec Olivier Douzou, avril 2012, 96 p.  (ISBN 978-2-8126-0341-9)

Au Seuil
- Petit manuel pour aller sur le pot, texte de Paule Battault, 06/2014, 14 p.  (ISBN 979-10-235-0297-8)
- Petit manuel pour aller au lit, texte de Paule Battault, 04/2016, 14 p.  (ISBN 979-10-235-0597-9)
- Petit manuel pour passer à table, texte de Paule Battault, 03/2017, 14 p.  (ISBN 979-10-235-0845-1)
- Petit Manuel pour voyager tranquille, texte de Paule Battault, 03/2018, 14 p.  (ISBN 979-10-235-1035-5)
- Super Doigt et la tribu des Doigts verts, texte de Vincent Guigue, 09/2022, 18 p.  (ISBN 979-10-235-1558-9)
- Super Doigt et le gang des Orteils malfaisants, texte de Vincent Guigue, 09/2022, 18 p.  (ISBN 979-10-235-1559-6)

### Dans la presse
- Sacrée amitié in Myface, suppl. de Spirou, 7 octobre 2009, n° 3730.
- Librairie des livres - moi in Comment réussir dans la bédé les doigts dans le nez (avec que du beau monde), suppl. de Spirou, 26 janvier 2011, n° 3798[12].
- « Ça va schtroumpfer », Spirou n° 3770, 14 juillet 2010, p. 39.
- « Le Caca », Les Cacahiers de l'Articho (En Marge) n° 2, octobre 2010.
- « No future », Le Poulpe Multipotent(Institut Pacôme) n° 6, décembre 2010, p. 41.
- « Quand Noël rime avec rebelle », avec Martin Thierry et Trystram Martin, Spirou n° 3843, 7 décembre 2011.
- Nyctalope, Magnani n° 5, avril 2012, p. 26, 69.
- « Apparitions », Mon Lapin (L'Association) n° 1, 23 septembre 2013, p. 13.

Série "Commissaire Toumi"
- « Ferraille Illustré », Les Requins Marteaux n° 27, 15 janvier 2006, p. 164-174.
- « L'Affaire Croupot », Fluide Glacial, série-or, hiver 2015, p. 38-41.

Série "Anna et Froga"
- « Le Jeu », Capsule cosmique n° 1, septembre 2004, p. 50-53.
- « L'Arbre magique », Capsule cosmique n° 2, octobre 2004.
- Capsule cosmique n° 3, novembre 2004.
- Capsule cosmique n° 4, décembre 2004.
- Capsule cosmique n° 5, janvier 2005.
- Capsule cosmique n° 6, février 2005.
- « Anna et Froga et le chwingue de travers », Capsule cosmique n° 7, mars 2005 (couverture de la revue).
- Capsule cosmique n° 11, juillet-août 2005.
- « Anna et Froga dans Noir c’est noir », L'Éprouvette (L'Association) n° 2, juin 2006, p. 303.

Série "Galaxie chérie"
Par Anouk Ricard et Hugo Piette
- Spirou n° 3732, 21 octobre 2009, p. 40-41.
- Spirou n° 3742, 30 décembre 2009, p. 34-35.
- « Le robot nettoie-tout », Spirou n° 3756, 7 avril 2010, p. 40-42.
- « KILL contre PAX », Spirou n° 3765, 9 juin 2010, p. 40-43.
- « Le professeur se marie », Spirou n° 3770, 14 juillet 2010, p. 40-43.
- « Le Roi de la planète Coucou », Spirou n° 3779, 15 septembre 2010, p. 38-41.

Série "Ducky Coco"
- Fluide Glacial n° 503, 1er avril 2018.
- « Juste un whisky », Fluide Glacial n° 504, 2 mai 2018.
- « De retour à Carson city », Fluide Glacial n° 505, 7 juin 2018.
- Fluide Glacial n° 506, 5 juillet 2018.
- Fluide Glacial n° 509, 5 octobre 2018.

### Collectifs
- Ça va schtroumpfer !, dans La Galerie des Illustres. Dupuis, 2013, p. 312. Reprise de la planche publiée dans Spirou, 14 juillet 2010, n° 3770, p. 39.
- [Gag], dans Comment réussir dans la bédé les doigts dans le nez !!. Dupuis, 2011, p. 12.
- Maison Close. Delcourt, coll. "Shampooing", 2010.
- Lemmy pour la vie, dans Nous sommes Motörhead. Dargaud, 2009, p. 29-32.

### Préface
- Tout brûle comme prévu (volume 2) / Adrien Yeung. Marseille : Même pas mal éditions, 04/2022, 144 p.  (ISBN 978-2-918645-69-6)

### Jeux de société
- L'Année de Léo & Lola. 2 puzzles de 24 pièces. Paris : Djeco. 3070900070080
- La Journée de Léo & Lola. 2 puzzles de 24 pièces. Paris : Djeco. 3070900070073
- Le jeu de toutes les familles / un jeu conçu par Delphine La Sardine (Delphine Beccaria) & L'Articho ; avec les dessins d'Anouk Ricard ; photos de Laurent Hart. Bordeaux : Les Requins marteaux, octobre 2015.  (ISBN 978-2-84961-173-9). Réimpr. Paris : L'Articho, 11/2024.  (ISBN 978-2-490015-30-6) Jeu des sept familles revisité avec des familles aussi différentes les unes que les autres (recomposées, métissées, monoparentales, homoparentales ou traditionnelles).
- Crazy town : puzzle Ducky Coco / Anouk Ricard ; publié par les éd. Sulo. Strasbourg : 2042, 11/2025.  (EAN 3770017537895) Un puzzle de 1000 pièces qui s'inspire de l'univers de la bande dessinée Ducky Coco. Édition limitée.

## Télévision
Anouk Ricard réalise des courts métrages animés en volume et dessinés, dont un pour la série Avez-vous déjà vu ..? produite par Chez Wam et diffusée sur M6, en 2006.
Pour Arte et la revue Le Tigre, Anouk Ricard s'amuse à dessiner des récits très courts, en BD, à partir de faits divers cocasses, sur base de titres ridicules tirés de la presse régionale.
En 2021, la série Anna et Froga devient une série télévisée en 3D pour enfants, réalisée par Dominique Etchécopar, sous le titre Anna et ses amis. La série, coproduite par Superprod Animation et Atmosphere Media, est diffusée sur Okoo, la plateforme enfants de France Télévisions. Elle compte 78 épisodes de 7 minutes.

## Internet
Une case tirée de la bande dessinée Les Experts est devenue un mème sur les réseaux sociaux. Le dialogue de cette case est utilisé pour discréditer et répondre en plaisantant à un commentaire ou publication que l'on juge farfelu : « Mais tu écris n'importe quoi en fait » ; « Oui, il faut pas ? » ; « Ah non, il faut un peu réfléchir ».

## Récompenses et nominations
- Sélection officielle Essentiel jeunesse du festival d'Angoulême 2008 pour Tu veux un chwingue ? (Anna et Froga, tome 1)
- Sélection officielle Essentiel jeunesse du festival d'Angoulême 2009 pour Qu'est-ce qu'on fait maintenant ? (Anna et Froga, tome 2)
- Sélection officielle Essentiel jeunesse du festival d'Angoulême 2011 pour Patti et les fourmis[16]
- Sélection officielle du festival d'Angoulême 2012 pour Coucous Bouzon[17]
- dBD Awards 2012 catégorie Meilleur livre d'humour pour Coucous Bouzon[18]
- Prix BD 2012 des lecteurs de Libération pour Coucous Bouzon[19]
- Prix de la meilleure bande dessinée francophone du Festival d'Angoulême : le choix polonais 2012 pour Coucous Bouzon[20].
- Prix Schlingo 2018 pour l'ensemble de son œuvre[21]
- Fauve spécial du jury lors du Festival d'Angoulême 2023[8], pour Animan (éd. Exemplaire).
- Grand Prix du Festival International de la Bande Dessinée d’Angoulême (52ᵉ édition - 2025)[22].